# باربرا برانتون
باربرا برانتون (بالإنجليزية: Barbara Brunton)‏ هي ممثلة أسترالية، ولدت في 13 أكتوبر 1927، وتوفيت في 29 يونيو 2014.